# 伊卡洛斯 (小行星)
伊卡洛斯（1566 Icarus）是一顆阿波羅型小行星 (近地小行星的分支)，它的近日點比水星還要靠近太陽，也就是說，它是一顆水星軌道穿越小行星。它也穿越金星和火星的軌道。它於1949年被沃爾特·巴德發現，名稱則源自希臘神話中飛得太靠近太陽的伊卡洛斯。
伊卡洛斯以9、19、或38年的間隔接近地球，在1968年6月14日，他很罕見的接近地球至640億米（400萬英里，或16倍的地月距離）。上次接近地球是在1996年，距離為1,510億米，幾乎是地月距離的40倍。下一次接近地球是2015年6月16日，距離為810億米（500萬英里）。

## 伊卡洛斯計畫
在1967年的春天，麻省理工學院的Paul Sandorff教授給他的學生一個系統工程的作業，制訂一個計畫：在伊卡若斯與地球碰撞的過程中，如何銷毀伊卡若斯。這就是所謂的伊卡洛斯計畫。時代雜誌在1967年6月以專文不遺餘力的報導了這個計畫，並且在第二年將這些學生的報告及結成書出版。這份報告也是1979年的科幻電影流星的靈感來源和基礎。

## 外部連結
- NeoDys Object Listing: orbital elements and list of close approaches（页面存档备份，存于）
- Article on TheSpaceReview.com about Project Icarus（页面存档备份，存于）